# Um Tweineh
Um Tweineh (tiếng Ả Rập: أم توينة) là một ngôi làng Syria nằm ở phó huyện Salamiyah thuộc huyện Salamiyah, Hama. Theo Cục Thống kê Trung ương Syria (CBS), Um Tweineh có dân số 566 trong cuộc điều tra dân số năm 2004.